# Antonio Rubial
Antonio Benigno Rubial García (Ciudad de México, 31 de marzo de 1949). Profesor de la Facultad de Filosofía y Letras

## Estudios y docencia
Cursó la licenciatura en Historia en la Facultad de Filosofía y Letras de la Universidad Nacional Autónoma de México (UNAM). Se trasladó a España para realizar un doctorado en Filosofía y Letras en la Universidad de Sevilla, regresó a México y en la UNAM obtuvo un doctorado en Historia.
Es profesor de tiempo completo en su alma mater en donde imparte cátedra de la cultura en la Edad Media y en la Nueva España. Además de estas líneas de investigación, ha incursionado en la historia social de la Iglesia, en la historia de la vida cotidiana y en la historia de la Europa moderna. Ha impartido cursos y seminarios en la Universidad Iberoamericana, en la Universidad Autónoma de Tamaulipas, en la Universidad Autónoma Metropolitana Unidad Azcapotzalco, en la Universidad Autónoma de Campeche y en la Universidad del Claustro de Sor Juana.

## Investigador y académico
Es miembro del Sistema Nacional de Investigadores de México desde 1990, e investigador nivel III desde 2002.  Es miembro de número de la Sociedad Mexicana de Bibliófilos desde 1996, y miembro de la Sociedad Mexicana para el Estudio de las Religiones desde 1997. Fue nombrado miembro de número de la Academia Mexicana de la Historia, institución en la que ocupa el sillón 28 desde junio de 2010. En septiembre de 2021, recibe la designación de Profesor Emérito por parte de la Universidad Nacional Autónoma de México. 

## Premios y reconocimientos
- Premio "Marcos y Celia Maus" a la mejor tesis de doctorado en 1998.
- Premio "Antonio García Cubas" del Instituto Nacional de Antropología e Historia por la mejor publicación del año en 2005.
- Premio Universidad Nacional en el área de Investigación en Humanidades en 2008.

## Obras publicadas
Ha publicado artículos e introducciones de libros, libros, artículos en revistas y de difusión, entre ellos destacan: 
- Rubial García, Antonio (1984). El nacimiento del mestizaje (1519-1600). México y su historia 2. México: UTEHA. ISBN 968-438-073-9. OCLC 651563792.
- Rubial García, Antonio (1989). El convento agustino y la sociedad colonial (1533-1630). México: Universidad Nacional Autónoma de México, Instituto de Investigaciones Históricas. ISBN 968-58-0313-7. OCLC 22141143.[4]
- Rubial García, Antonio (1990). Una Monarquía criolla. (La provincia agustina de México en el siglo XVII). México: Consejo Nacional para la Cultura y las Artes. ISBN 968-29-2602-5. OCLC 1025693529.[5]
- Rubial García, Antonio (1990). Domus Aurea. La capilla del rosario de Puebla, un programa iconográfico de la Contrarreforma. Puebla: Gobierno del Estado de Puebla, Universidad Iberoamericana. ISBN 968-859-042-8. OCLC 865113187.
- Rubial García, Antonio; García Ayluardo, Clara (1991). La vida religiosa en el México Colonial. Un acercamiento bibliográfico. México: Universidad Iberoamericana. ISBN 968-859-061-4. OCLC 912583443.
- Rubial García, Antonio (1991). Santa María Tonantzintla, un pueblo, un templo. Puebla: Gobierno del Estado de Puebla, Universidad Iberoamericana. ISBN 968-859-061-4. OCLC 1025771961.
- Rubial García, Antonio; Jiménez, Francisco, fray; Ángeles Jiménez, Pedro (1996). La Hermana pobreza. El franciscanismo: de la Edad Media a la evangelización novohispana. México: Universidad Nacional Autónoma de México, Facultad de Filosofía y Letras. ISBN 968-36-4909-2. OCLC 906688132.
- Rubail García, Antonio (1996). Los libros del deseo, (novela histórica). México: El equilibrista, Consejo Nacional para la Cultura y las Artes. ISBN 968-29-8856-X. OCLC 760694739.
- Rubial García, Antonio (1998). La plaza, el palacio y el convento. La ciudad de México en el siglo XVII. Colección Sello bermejo. México: Consejo Nacional de la Cultura y las Artes. ISBN 970-18-1243-3. OCLC 760647707.
- Rubial García, Antonio (1999). La santidad controvertida. Hagiografía y conciencia criolla alrededor de los venerables no canonizados de Nueva España. México: Fondo de Cultura Económica. ISBN 968-16-5599-0. OCLC 1350507474.[6]
- Rubial García, Antonio (1999). La Nueva España. Tercer Milenio. México: Consejo Nacional para la Cultura y las Artes. ISBN 970-18-2325-7. OCLC 864278247.
- Rubial García, Antonio (2002). La evangelización de Mesoamérica. México: Consejo Nacional para la Cultura y las Artes. ISBN 970-18-8185-0. OCLC 52616277.
- Gonzalbo Aizpuru, Pilar; Rubial García, Antonio, eds. (2005). La ciudad barroca. Historia de la Vida Cotidiana en México 2. México: Fondo de Cultura Económico. ISBN 9789681668303. OCLC 493400027.
- Rubial García, Antonio (2005). Monjas, cortesanos y plebeyos. La vida cotidiana en la época de sor Juana. México: Taurus. ISBN 968-19-0947-X. OCLC 62868190.[7]
- Rubial García, Antonio (2005). El caballero de los milagros. México: Plaza y Janés. ISBN 968-5959-86-2. OCLC 64433177.
- Rubial García, Antonio (2006). Profetisas y solitarios. Espacios y mensajes de una religión dirigida por ermitaños y beatas laicos en las ciudades de Nueva España. México: Fondo de Cultura Económica. ISBN 9789681679842. OCLC 638932247.[8]
- Rubial García, Antonio (2010). El paraíso de los elegidos. Una lectura de la historia cultural de Nueva España (1521-1804). Fondo de Cultura Económica, Facultad de Filosofía y Letras. ISBN 978-607-02-1564-3. OCLC 919637124.[9]
- Rubial García, Antonio; Álvarez Moctezuma, Israel, eds. (2010). Historia y Literatura. Textos del Occidente medieval. México: Universidad Nacional Autónoma de México, Facultad de Filosofía y Letras. ISBN 978-607-02-0976-5. OCLC 1119486185.
- Rubial García, Antonio; Bieñko de Peralta, Doris, eds. (2011). Cuerpo y religión en el México barroco. México: Escuela Nacional de Antropología e Historia; Instituto Nacional de Antropología e Historia; Consejo Nacional de Antropología e Historia. ISBN 978-607-484-212-8. OCLC 770967438.
- Rubial García, Antonio (2011). La justicia de Dios. La violencia física y simbólica de los santos en la historia del cristianismo. Madrid: Ediciones Educación y Cultura, Trama Editorial. ISBN 978-607-8022-43-4. OCLC 807337648.[10]
- Rubial García, Antonio, ed. (2013). La iglesia en el México colonial: Seminario de Historia Política y Económica de la Iglesia en México. México: Universidad Nacional Autónoma de México, Instituto de Investigaciones Históricas; Benemérita Universidad Autónoma de Puebla; Ediciones Educación y Cultura. ISBN 978-607-8022-89-2. OCLC 876338722.[11]
- Rubial García, Antonio (2020). El cristianismo en Nueva España: Catequesis, fiesta y represión. México: Fondo de Cultura Económica; Universidad Nacional Autónoma de México, Facultad de Filosofía y Letras. ISBN 9786073028370. OCLC 1339088266.[12]
- Rubial García, Antonio (2021). «La Iglesia novohispana». Historia Mínima de la Iglesia católica en México. El Colegio de México. ISBN 978-607-564-254-3. OCLC 1290790899.
- Rubial García, Antonio (2021). 1523-1823: La Conquista y sus personajes a través del tiempo. Academia Mexicana de la Historia; Secretaría de Educación Pública. ISBN 9786078740161. OCLC 1426868038.
- Rubial García, Antonio (2022). América ¿la última cruzada?: el apocalíptico Nuevo Mundo y los antecedentes de la primera globalización. San Antonio: UNAM San Antonio. ISBN 9798842932252. OCLC 1390106665.
- Rubial García, Antonio (2022). Caminos sin fronteras: gente en Nueva España al inicio de la era global. México: Raíces.[13]
- Rubial García, Antonio; Ramírez Méndez, Jessica (2023). Ciudad anfibia. México Tenochtitlan en el siglo XVI. Historia en breve. México: Universidad Nacional Autónoma de México, Instituto de Investigaciones Históricas. ISBN 978-607-30-7256-4. OCLC 1420386680.[14]
- Rubial García, Antonio (2023). La evangelización novohispana: mitos y realidades. Academia Mexicana de la Historia; Secretaría de Educación Pública. ISBN 9786078740345. OCLC 1426867294.
- Rubial García, Antonio (2024). Fortalezas de fe, pozos de esperanza. Una historia urbana de la Nueva España a partir de sus santuarios. México: Fondo de Cultura Económica. ISBN 9786071682291. OCLC 1481721356.
- Rubial García, Antonio (2024). El sexo de los ángeles y de los santos: género, religión y violencia en la construcción de la cultura occidental. México: Siglo XXI Editores. ISBN 9786070314223. OCLC 1474743226.

## Artículos académicos
Rubial García ha publicado varios artículos de investigación sobre historia novohispana en las siguientes revistas especializadas: 
- Rubial García, Antonio (1978). «La Insulana, un ideal franciscano medieval en Nueva España». Estudios de Historia Novohispana (Universidad Nacional Autónoma de México, Instituto de Investigaciones Históricas) (6). doi:10.22201/IIH.24486922E.1978.006.3264.
- Rubial García, Antonio (1981). «Santiago de Ocuituco: La organización económica de un convento rural agustino a mediados del siglo XVI». Estudios de Historia Novohispana (Universidad Nacional Autónoma de México, Instituto de Investigaciones Históricas) (7). doi:10.22201/iih.24486922e.1981.007.3274.
- Rubial García, Antonio (1995). «Tebaidas en el Paraíso. Los ermitaños de la Nueva España». Historia mexicana (El Colegio de México) 44 (3 (175)): 355-383.
- Rubial García, Antonio (1995). «Pobreza, castidad y obediencia. La vida cotidiana en los conventos agustinos del siglo XVII». Historias: Revista de la Dirección de Estudios Históricos (Instituto Nacional de Antropología e Historia) (34): 39-50.
- Rubial García, Antonio (1997). «Nueva España, una tierra necesitada de maravillas». Historias: Revista de la Dirección de Estudios Históricos (Instituto Nacional de Antropología e Historia) (37): 41-58.
- Rubial García, Antonio (1998). «Monjas y mercaderes: comercio y construcciones conventuales en la ciudad de México». Colonial Latin American Historical Review (The University od New Mexico) (4): 361-358.
- Rubial García, Antonio (1998). «La mitra y la cogulla. La secularización palafoxiana y su impacto en el siglo XVII». Relaciones (El Colegio de Michoacán) 19 (73).
- Rubial García, Antonio (1998). «Cuerpos milagrosos. Creación y culto de las reliquias novohispanas». Estudios de Historia Novohispana (Universidad Nacional Autónoma de México, Instituto de Investigaciones Históricas) (18): 13-30. doi:10.22201/iih.24486922e.1998.018.3473.
- Rubial García, Antonio (1998). «Civitas Dei et novus orbis. La Jerusalén celeste en la pintura de Nueva España». Anales del Instituto de Investigaciones Estéticas (Universidad Nacional Autónoma de México, Instituto de Investigaciones Estéticas) 20 (72): 5-37. doi:10.22201/iie.18703062e.1998.72.1806.
- Rubial García, Antonio (1998). «Palabra e imagen. Un mural franciscano desaparecido en la Puebla del siglo XVII». Anales del Instituto de Investigaciones Estéticas (Universidad Nacional Autónoma de México, Instituto de Investigaciones Estéticas) 20 (73): 209-221. doi:10.22201/iie.18703062e.1998.73.1810.
- Rubial García, Antonio (1999). «Entre el cielo y el infierno. Cuerpo, religión y herejía en la Edad Media tardía». Acta poética (Universidad Nacional Autónoma de México, Instituto de Investigaciones Filológicas) (20): 19-46. doi:10.19130/iifl.ap.1999.1-2.26.
- Rubial García, Antonio (1999). «Catalina de Erauso o el travestismo tolerado». Historias: Revista de la Dirección de Estudios Históricos (Instituto Nacional de Antropología e Historia) (43): 115-120.